# 金築卓也
金築 卓也（かなつき たくや、1979年12月16日 - ）は、日本のシンガーソングライター。血液型O型。身長176cm。兵庫県伊丹市出身。レーベルは、エリート・エンターテイメント。

## 略歴
- 2000年11月、コンポーザーとしてすでに活躍していた菊池一仁とともにBREATHを結成し、翌年にシングル「瞳にくぎづけ」でエイベックスよりデビュー。ヴォーカルを担当した。BREATH時代の活動はBREATHの項を参照のこと。
- 2005年10月、BREATH解散と同時にソロ活動を開始。
- 2006年7月、自作曲やカバー曲での弾き語りライブ「My Story Vol.1」を開催。
- 2006年8月16日、両A面シングル「ひとりじゃないから／ハーモニー」でソロデビューを果たす。
- 2008年、tearbridge productionとの契約が終了。
- 2011年、公式サイト「金築卓也のサイト」とレーベル「エリート・エンターテイメント」の発足を発表。
- 2012年1月27日、シングル「Birth day」でインディーズデビュー。
- 現在、ライブ活動を中心に活躍している。

## 音楽活動
- 作詞活動においてはSE7ENへの詞の提供が有名であり、2ndシングル「STYLE」ではshilbeeという名前で詞を提供している。

## ディスコグラフィ

### シングル
| 枚  | 発売日         | タイトル                          | 規格品番   | レーベル                     | オリコン 最高位 |
| --- | -------------- | --------------------------------- | ---------- | ---------------------------- | --------------- |
| 1st | 2006年8月16日  | ひとりじゃないから/ハーモニー     | NFCD-27025 | tearbridge records           | 圏外            |
| 2nd | 2012年1月27日  | Birth day                         |            | エリート・エンターテイメント | 圏外            |
| 3rd | 2013年12月18日 | 僕は月夜に笛を吹く/HITOと言うもの | AQCD-76072 | avex infinity                | 圏外            |

### 未発表曲
- 雨音
- Winter surprise
- かたつむり
- サヨナラ
- 素敵な幻
- smile
- Highway
- 冬の物語 ～切ない片想い～
- Holiday

## 詞を提供したアーティスト
1. SE7EN
  - 光（1stシングル）
  - STYLE（2ndシングル）
  - そのままで…（日本1stアルバム「FIRST SE7EN」収録）